# Federica Vincenti
Federica Luna Vincenti (Scorrano, 8 novembre 1983) è una produttrice cinematografica, musicista, produttrice teatrale e attrice italiana.

## Biografia
Fin da adolescente studia canto. A 19 anni entra all'Accademia nazionale d'arte drammatica di Roma e studia recitazione, canto lirico e pianoforte. Si diploma nel 2005.
Nel 2004 fonda la Goldenart Production, produzione che spazia dal teatro al cinema, alla musica.
A partire dal 2006 partecipa a oltre venti spettacoli teatrali: tra i più significativi Spoon River, con Mariangela Melato, interpreta brani di Barbra Streisand; ne Il mercante di Venezia in prova con Moni Ovadia, interpreta brani di John Dowland, diretta da Roberto Andò; nello spettacolo Italia mia di Vincenzo Cerami canta sulle musiche di Nicola Piovani e la sua interpretazione le fa vincere il “Premio Persefone 2010” come cantante rivelazione dell'anno; nel Riccardo III di Shakespeare, diretta da Massimo Ranieri, interpreta il ruolo della regina Elisabetta.
Nel 2008 è candidata come migliore attrice emergente al Premio Le Maschere del Teatro Italiano, per lo spettacolo Il romanzo di Ferrara, diretto da Piero Maccarinelli.
Nel 2015, per l’Ambasciata albanese, canta in vari concerti a Villa Torlonia. Nello stesso anno, si esibisce per il Ministero della Giustizia nella “Notte bianca della Legalità” e per il Ministero della Salute nella “Giornata Nazionale Salute della Donna”.
Nel 2016 partecipa come concorrente al talent show canoro The Voice of Italy, e, passate le selezioni, entra nel team di Raffaella Carrà, venendo eliminata durante la fase delle Battles.
Nel 2017 collabora all’album Vitae del compositore Davide Cavuti, interpretando un brano inedito scritto dallo stesso autore, Your Princess. L'opera, a sostegno delle popolazioni dell'Aquila e di Amatrice, viene presentata alla Mostra del Cinema di Venezia.
Inizia a dedicarsi intensamente alla musica, e a settembre 2017 esce il singolo e il videoclip “Sorry” (diretto da Daniele Barbiero) per la cui interpretazione e il connubio tra cinema e musica riceve il “Premio Roma Videoclip – Special Award” come artista rivelazione dell’anno 2017”. Successivamente, pubblica il secondo singolo intitolato «Mille anni luce» che riceve Premio Roma Videoclip – Special Award per interpretazione e regia.
Nel 2023, dopo anni dedicati alla produzione e alla musica, torna a recitare e interpreta il ruolo di Marta Abba nel film di Michele Placido Eterno visionario, sostituendo Miriam Leone, appena rimasta incinta.
Partecipa alla creazione della serie TV “Stringimi a te”, dall’omonimo romanzo di Sara Maestri, edito da Garzanti.
In veste di compositrice, crea musiche di scena per gli spettacoli Piccoli crimini coniugali e Il nodo. Firma, insieme a Umberto Iervolino, la colonna sonora del film L'ombra di Caravaggio, regia di Michele Placido.

### Vita privata
Dal 2002 ha una relazione con il regista Michele Placido, con il quale è sposata dal 14 agosto 2012; la coppia ha un figlio.

## Filmografia

### Produttrice

#### Cinema
- L'uomo giusto, regia di Toni Trupia (2007)
- SoloMetro, regia di Marco Cucurnia (2007)
- Itaker - Vietato agli italiani, regia di Toni Trupia (2012)
- Prima di andar via, regia di Michele Placido (2014)
- La scelta, regia di Michele Placido (2015)
- 7 minuti, regia di Michele Placido (2016)
- Indovina chi ti porto per cena, regia di Amin Nour - cortometraggio (2019)
- Sansone, regia di Chiara Centioni - cortometraggio (2019)
- Presto sarà domani, regia di Michele Placido - cortometraggio (2022)
- L'ombra di Caravaggio, regia di Michele Placido (2022)
- La prima regola, regia di Massimiliano D'Epiro (2022)
- Ieri, regia di Edoardo Paganelli - cortometraggio (2022)
- Eterno visionario, regia di Michele Placido (2024)

### Attrice

#### Cinema
- Piano, solo, regia di Riccardo Milani (2007)
- Il grande sogno, regia di Michele Placido (2009)
- Vallanzasca - Gli angeli del male, regia di Michele Placido (2010)
- Tulpa - Perdizioni mortali, regia di Federico Zampaglione (2013)
- Eterno visionario, regia di Michele Placido (2024)

#### Televisione
- Il Pirata - Marco Pantani, regia di Claudio Bonivento – film TV (2007)
- Distretto di Polizia – serie TV, episodio 7x23 (2007)
- Nero Wolfe – serie TV, episodio 1x07 (2012)
- Trilussa - Storia d'amore e di poesia, regia di Lodovico Gasparini – miniserie TV (2013)

## Teatro
- Il romanzo di Ferrara, regia di Tullio Kezich (2008)
- Shylock. Il Mercante di Venezia in prova, regia di Moni Ovadia (2009)
- Fatti di Fontamara di Ignazio Silone (2009-2010)
- Italia mia, regia di Vincenzo Cerami (2010)
- Re Lear, regia di Michele Placido (2012)
- Riccardo III, regia di Massimo Ranieri (2012)
- Il visitatore di Éric-Emmanuel Schmitt; traduzione, adattamento e regia di Valerio Binasco (2013-2016)
- Zio Vanja di Anton Cechov, adattamento e regia di Marco Bellocchio (2013-2014)
- I duellanti di Joseph Conrad, regia di Alessio Boni e Roberto Aldorasi (2015-2017)
- Tradimenti di Harold Pinter, regia di Michele Placido (2015-2017)
- Il padre di Florian Zeller, regia di Piero Maccarinelli (2016-2017)
- La guerra dei Roses di Warren Adler, regia di Filippo Dini (2017-2018)
- Sei personaggi in cerca d'autore di Luigi Pirandello, regia di Michele Placido (2017-2018)
- Piccoli crimini coniugali di Éric-Emmanuel Schmitt, regia di Michele Placido (2018-2020)
- Morte di un commesso viaggiatore di Arthur Miller, regia di Leo Muscato (2019-2020)
- Il nodo di Johnna Adams, regia di Serena Sinigaglia (2019-2020)
- La classe di Vincenzo Manna, regia di Giuseppe Marini (2019-2020)
- La bottega del caffè di Carlo Goldoni, regia di Paolo Valerio (2021-2023)
- La coscienza di Zeno di Italo Svevo, regia di Paolo Valerio (2023-2024)
- 1984 di George Orwell, regia di Giancarlo Nicoletti (2023-2024)
- Oliva Denaro di Viola Ardone, regia di Giorgio Gallione (2023-2024)
- Otello di William Shakespeare, regia di Luigi Siracusa (2024)
- Pirandello- Trilogia di un Visionario, regia e drammaturgia di Michele Placido (2024)
- Sissi L'imperatrice, regia di Roberto Cavosi (2024)

## Programmi TV
- The Voice of Italy - Rai 2, 2016

## Singoli
- Sorry (2017)
- Non andare via (2017)
- Mille anni luce (2017)

## Riconoscimenti
- Nastro d'argento
  - 2025 – Candidatura alla migliore attrice protagonista per Eterno visionario